# Zdzisław Czarnomski
Zdzisław Czarnomski (ur. 4 marca 1894 w Sławniowie, zm. 6 grudnia 1941 w Mauthausen-Gusen) – polski działacz patriotyczny i społeczny, twórca drużyny harcerskiej w Czeladzi, organizator lokalnych struktur Szarych Szeregów, aresztowany przez Gestapo i zamordowany w obozie koncentracyjnym Mauthausen-Gusen.

## Życiorys
Zdzisław Czarnomski wcześnie stracił ojca, a po powtórnym zamążpójściu matki przeprowadził się do Czeladzi, gdzie jego ojczym został zatrudniony jako kierownik szkoły powszechnej. W 1912 roku, jako członek miejscowego Towarzystwa Gimnastycznego „Sokół” w Czeladzi działającego przy kopalni „Saturn”, uczestniczył w zlocie w Krakowie, gdzie poznał ideologię i zasady działania tworzącego się ruchu skautowego. W następnym roku zorganizował pierwszy w Czeladzi zastęp harcerski, działający przy „Sokole”, wkrótce przekształcony w pełnoprawną drużynę harcerską, w 1916 roku przyłączoną do Związku Harcerstwa Polskiego jako 1. Zagłębiowska Drużyna Harcerzy na Saturnie, podporządkowana Naczelnej Komendzie Skautowej w Warszawie. Był pracownikiem Komisji do Spraw Jeńców Tymczasowej Rady Stanu.
W latach 1918–1921 służył ochotniczo w Wojsku Polskim. Następnie podjął pracę w kopalni „Saturn” i powrócił do funkcji drużynowego. W 1925 roku został podharcmistrzem, w 1929 harcmistrzem. W latach 1931–1936 i ponownie od 1937 roku był komendantem Hufca Grodzieckiego z siedzibą w Czeladzi. W czerwcu 1939 roku obchodził wraz z założoną przez siebie drużyną (od 1924 roku 5. Męską Drużyną Harcerską w Czeladzi) jubileusz 25-lecia działalności. Podczas II wojny światowej rozpoczął pracę w konspiracji, tworząc lokalne struktury Szarych Szeregów. Na początku 1940 roku został aresztowany przez Gestapo i po pewnym czasie zwolniony. Aresztowany ponownie 2 maja tegoż roku, został osadzony w obozie koncentracyjnym Dachau a następnie KL Mauthausen-Gusen, gdzie zmarł 6 grudnia 1941 roku.
Imię Zdzisława Czarnomskiego nosi hufiec ZHP w Czeladzi oraz jedna z czeladzkich ulic.